# Tino Stumpf
Tino Stumpf (* 26. Juni 1975 in Jena) ist ein deutscher Basketballtrainer.

## Leben
Stumpf stieg im Dezember 2008 beim damaligen Zweitligisten Science City Jena vom Jugend- zum Cheftrainer auf, als sich der Verein von Sean McCaw trennte. Er bekleidete gleichzeitig auch die Ämter des Sport-Geschäftsführers sowie des Basketball-Abteilungsleiters im TuS Jena und betreute Jugendmannschaften. Im Dezember 2009 gab Stumpf den Trainerposten auf, als die Mannschaft auf einem Abstiegsplatz stand, um sich auf seine übrigen Aufgaben zu konzentrieren.
Im Juli 2010 übernahm er erneut das Amt des Cheftrainers in Jena, seine weiteren Tätigkeiten waren anderweitig verteilt worden. Mitte März 2011 wurde Stumpf beurlaubt, nachdem Jenas Mannschaft in Abstiegsgefahr geraten war. Zu Beginn der Saison 2011/12 heuerte Stumpf beim ProA-Ligisten BG Karlsruhe als Trainer an. Der Auftakt ging mit nur einem Sieg in sechs Spielen schief, Stumpf wurde Ende Oktober 2011 von Torsten Daume abgelöst.
2012 wurde Stumpf beim Mitteldeutschen Basketball Club (MBC) in leitender Stellung in der Nachwuchsarbeit tätig und betreute die gemeinsame Mannschaft von MBC und BG Bitterfeld-Sandersdorf-Wolfen (BSW) in der Nachwuchs-Basketball-Bundesliga. Zum Jahresende 2012 trainierte er darüber hinaus zunächst kommissarisch und ab Frühjahr 2013 fest bis zum Saisonende 2012/13 die BSW-Mannschaft in der 2. Bundesliga ProB. Stumpf wechselte in der Sommerpause 2013 bei BSW ins Amt des Sportlichen Leiters, kehrte aber im Dezember 2013 auf den Trainerposten zurück, nachdem sich der Verein in Folge einer Niederlagenserie von Torsten Schierenbeck getrennt hatte. Im Spieljahr 2014/15 stieg Stumpf mit der Mannschaft aus der 2. Bundesliga ProB ab und war anschließend auch in der 1. Regionalliga für BSW zuständig, während er weiterhin zusätzlich die Nachwuchsarbeit beim Mitteldeutschen BC leitete. 2016 kehrte er zu Science City Jena zurück und trat dort die Stelle des Nachwuchsleiters an. Ende Juni 2019 wurde Stumpf ins Amt des Vizepräsidenten des Thüringer Basketball Verbandes gewählt. Am 1. November 2019 trat er seinen Dienst als Landestrainer Thüringens an und beendete gleichzeitig seine Tätigkeit als Verbandsvizepräsident. Neben seiner Arbeit für den Thüringischen Verband betreute er ebenfalls Jenas Mannschaft in der Jugend-Basketball-Bundesliga und übernahm beim selben Verein das Amt des Assistenztrainers der U19-Mannschaft in der Nachwuchs-Basketball-Bundesliga.